# Epilobium rivulare
Epilobium rivulare är en dunörtsväxtart som beskrevs av Göran Wahlenberg. Epilobium rivulare ingår i släktet dunörter, och familjen dunörtsväxter. Inga underarter finns listade i Catalogue of Life.